# Ctenoplectra cornuta
Ctenoplectra cornuta är en biart som beskrevs av Giovanni Gribodo 1891.
Ctenoplectra cornuta ingår i släktet Ctenoplectra och familjen långtungebin. Inga underarter finns listade i Catalogue of Life.